# 川崎市立南原小学校
川崎市立南原小学校（かわさきしりつみなみはらしょうがっこう）は、神奈川県川崎市高津区上作延にある公立小学校。

## 沿革
出典
- 1986年（昭和61年）
  - 4月1日 - 開校。
  - 4月4日 - 入校式挙行。川崎市立上作延小学校から、418名が入校。
  - 4月5日 - 最初の始業式と第1回入学式（最初の新入生62名）。
  - 7月30日 - 校歌歌詞完成（作詞:阪田寛夫）。
  - 8月15日 - 校章デザイン完成（作:榊原肇）。
  - 9月5日 - 校歌曲完成（作曲:大中恩）。
  - 11月4日 - 開校記念式典挙行し、祝賀会開催。
- 1987年（昭和62年）9月14日 - 屋上庭園開放。
- 1995年（平成7年）
  - 11月18日 - 創立10周年記念式典挙行し、祝賀会開催。
  - 12月21日 - 本校のシンボル赤松とのお別れ式開催。
- 1996年（平成8年）2月24日 - 本校のシンボル赤松材を活用した炭焼き。
- 1999年（平成11年）
  - 10月13日 - カルガモさん巣立ちの会。
  - 12月14日 - IGSホームステイ開始（オーストラリア児童7名）。
- 2000年（平成12年）10月27日 - 感謝と開校15周年を祝う会開催。
- 2005年（平成17年）11月5日 - 創立20周年記念式典挙行し、祝賀会開催。
- 2015年（平成27年）11月28日 - 創立30周年記念式典挙行し、祝賀会開催。

## 教育目標
人間性豊かな南原の子
- 《知》よく考える子
- 《徳》心豊かな子
- 《体》元気な子

## 通学区域
出典
- 高津区
  - 上作延1丁目（7～9番、28～30番）
  - 上作延2丁目（全域）
  - 上作延3丁目（全域）
  - 上作延4丁目（5～8番、20～28番）
  - 向ケ丘（137番～172番）
- 宮前区
  - 神木本町2丁目（7番のみ）
  - 神木本町4丁目（21番4号～21番6号、22番、23番1号～23番24号、23番36号、24番）

## 進学先中学校
公立中学校に進学する場合
出典
- 川崎市立向丘中学校（川崎市宮前区）

## 学校周辺
- 上作延第4公園
- 京浜保健衛生協会診療所
- ローソン川崎神木本町四丁目店 - 宮前区側に所在
- 川崎市道子母口宿河原線 - この市道に高津・宮前の区境線がある。

## アクセス
- 東急バス「向01」系統で、「上作南原」バス停から、徒歩約390m・約6分。